# Фуде
Фуде́ (фр. Fouday) — муніципалітет у Франції, у регіоні Гранд-Ест, департамент Нижній Рейн. Населення — 358 осіб (01.01.2021).
Муніципалітет розташований на відстані близько 360 км на схід від Парижа, 50 км на південний захід від Страсбура.

## Історія
До 2015 року муніципалітет перебував у складі регіону Ельзас. Від 1 січня 2016 року належить до нового об'єднаного регіону Гранд-Ест.

## Демографія
Динаміка населення (INSEE ):
Розподіл населення за віком та статтю (2006):
| Стать | Всього | До 15 років | 15-24 | 25-44 | 45-64 | 65-85 | Понад 85 |
| --- | ------ | ----------- | ----- | ----- | ----- | ----- | -------- |
| Чоловіки | 170    | 20          | 27    | 36    | 59    | 24    | 4        |
| Жінки | 179    | 28          | 20    | 43    | 40    | 44    | 4        |
| \| Статево-вікова піраміда \| Статево-вікова піраміда \| Статево-вікова піраміда \| \| ----------------------- \| ----------------------- \| ----------------------- \| \| Чоловіки \| Вік \| Жінки \| \| 4 \| 85 + \| 4 \| \| 0 \| 80-84 \| 12 \| \| 8 \| 75-79 \| 12 \| \| 4 \| 70-74 \| 8 \| \| 12 \| 65-69 \| 12 \| \| 16 \| 60-64 \| 16 \| \| 12 \| 55-59 \| 8 \| \| 8 \| 50-54 \| 8 \| \| 23 \| 45-49 \| 8 \| \| 16 \| 40-44 \| 19 \| \| 8 \| 35-39 \| 12 \| \| 4 \| 30-34 \| 8 \| \| 8 \| 25-29 \| 4 \| \| 0 \| 20-24 \| 8 \| \| 27 \| 15-20 \| 12 \| \| 8 \| 10-14 \| 16 \| \| 8 \| 5-9 \| 8 \| \| 4 \| 0-4 \| 4 \| |        |             |       |       |       |       |          |
| Статево-вікова піраміда |        |             |       |       |       |       |          |
| Чоловіки | Вік    | Жінки       |       |       |       |       |          |
| 4 | 85 +   | 4           |       |       |       |       |          |
| 0 | 80-84  | 12          |       |       |       |       |          |
| 8 | 75-79  | 12          |       |       |       |       |          |
| 4 | 70-74  | 8           |       |       |       |       |          |
| 12 | 65-69  | 12          |       |       |       |       |          |
| 16 | 60-64  | 16          |       |       |       |       |          |
| 12 | 55-59  | 8           |       |       |       |       |          |
| 8 | 50-54  | 8           |       |       |       |       |          |
| 23 | 45-49  | 8           |       |       |       |       |          |
| 16 | 40-44  | 19          |       |       |       |       |          |
| 8 | 35-39  | 12          |       |       |       |       |          |
| 4 | 30-34  | 8           |       |       |       |       |          |
| 8 | 25-29  | 4           |       |       |       |       |          |
| 0 | 20-24  | 8           |       |       |       |       |          |
| 27 | 15-20  | 12          |       |       |       |       |          |
| 8 | 10-14  | 16          |       |       |       |       |          |
| 8 | 5-9    | 8           |       |       |       |       |          |
| 4 | 0-4    | 4           |       |       |       |       |          |

## Економіка
2010 року серед 248 осіб працездатного віку (15—64 років) 176 були активними, 72 — неактивними (показник активності 71,0%, у 1999 році було 73,5%). З 176 активних мешканців працювала 161 особа (85 чоловіків та 76 жінок), безробітними було 15 (4 чоловіки та 11 жінок). Серед 72 неактивних 21 особа була учнем чи студентом, 29 — пенсіонерами, 22 були неактивними з інших причин.

У 2010 році в муніципалітеті числилось 147 оподаткованих домогосподарств, у яких проживали 334,5 особи, медіана доходів виносила 17 928 євро на одного особоспоживача

## Галерея зображень

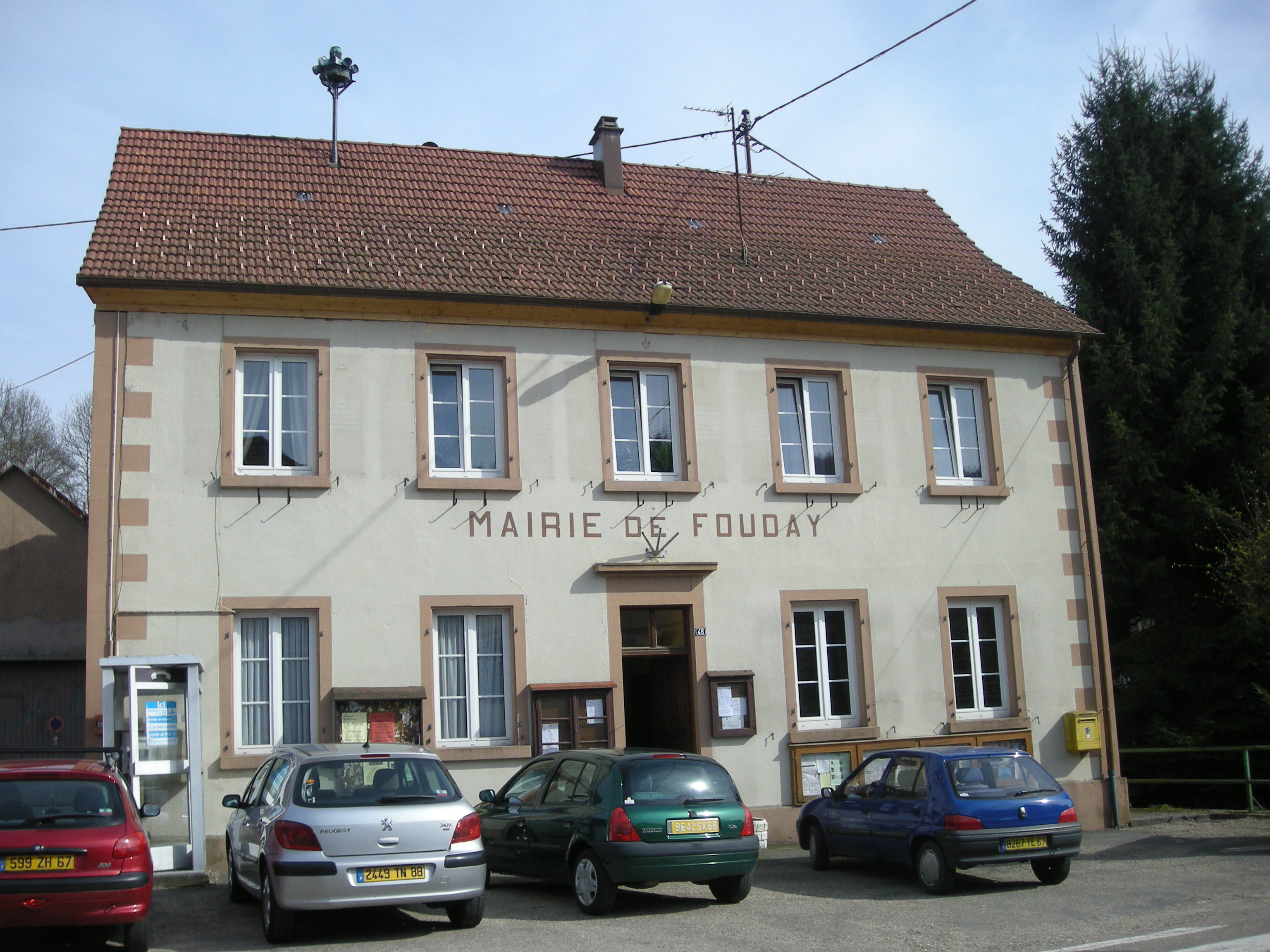
Мерія, збудована в 1839 році
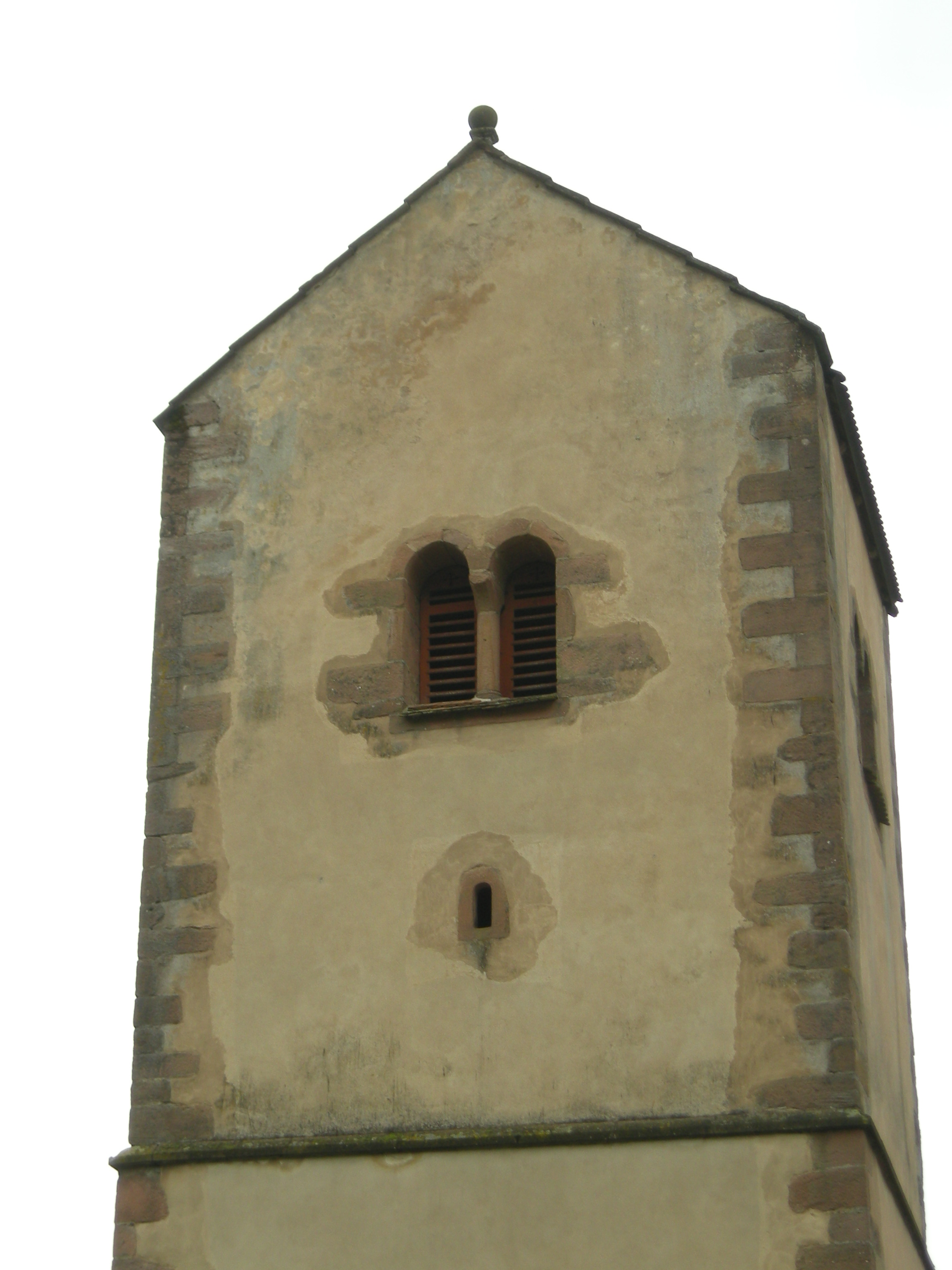
Дзвіниця протестантської церкви
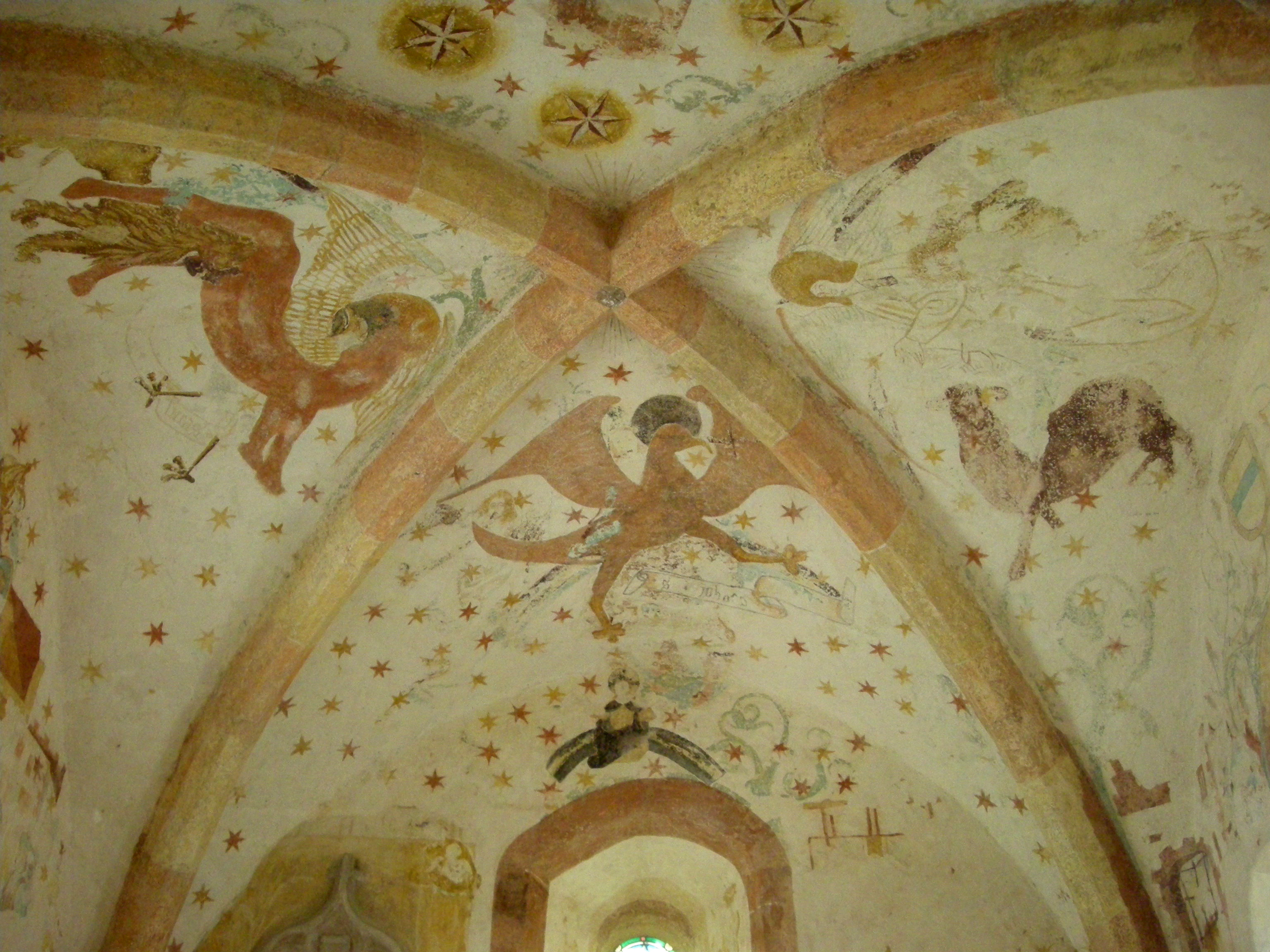
Відновлені фрески
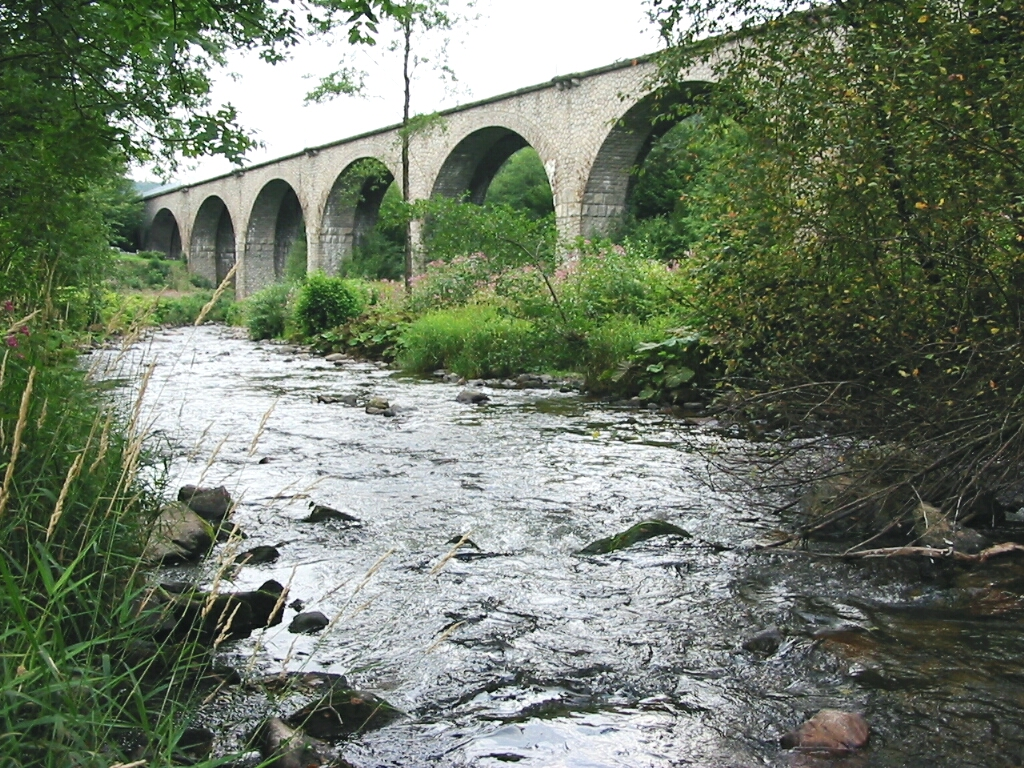
Віадук